# Hudson Soft
Hudson Soft (oryg. nazwa. w jęz. jap. 株式会社ハドソン, kabushiki-gaisha Hadoson) – japońska firma produkująca i wydająca gry komputerowe z siedzibą w Japonii.

## Wyprodukowane gry
Źródło: GameFaqs
- 4 Nin Uchi Mahjong
- Shadow’s Tale
- Adventure Island
- Adventure Island II: Aliens in Paradise
- Adventure Island III
- Adventures of Dino-Riki
- An American Tail: Fievel Goes West
- Atomic Punk
- Bakushō: Yoshimoto no Shinkigeki
- Battle Heat
- Battle Lode Runner
- Beach Volley Pro Challenge
- Beyblade VForce: Super Tournament Battle
- Bikkuriman Daijikai
- Bill Laimbeer’s Combat Basketball
- Binary Land
- Blazing Lazers
- Blender Bros.
- Bloody Roar II
- BoBoBo~Bo Bo~BoBo: Hajike Matsuri!
- Bomberman
- Bomberman '93
- Bomberman 64
- Bomberman 64: The Second Attack
- Bomberman Collection
- Bomberman GB
- Bomberman Hero
- Bomberman II
- Bomberman Jetters
- Bomberman Land
- Bomberman Land Touch!
- Bomberman Max 2: Blue Advance
- Bomberman Max 2: Red Advance
- Bomberman Max: Blue Champion
- Bomberman Max: Red Challenger
- Bomberman Online
- Bomberman Party Edition
- Bomberman Quest
- Bomberman Special
- Bomberman Tournament
- Bomberman World
- Bomberman: Act Zero
- Bomberman: Panic Bomber
- Bonk’s Adventure
- Bonk’s Adventure / Bonk’s Revenge / Gates of Th...
- Calling
- Cannon Ball
- Centre Court Tennis
- Challenger
- China Warrior
- Cobra: Kokuryū Ō no Densetsu
- Crystal Beans From Dungeon Explorer
- Dance Dance Revolution Mario Mix
- Dance Dance Revolution Universe 2
- Deca Sports
- Digimon Rumble Arena
- Disney’s Beauty and the Beast
- Disney’s Party
- Do Re Mi Fantasy: Milon no DokiDoki Daibouken
- Doraemon: Nobita no Dorabian Night
- Driller Tanks
- Dual Heroes
- Dungeon Explorer
- Dungeon Explorer
- Dungeon Explorer II
- Dungeon Explorer: Warriors of Ancient Arts
- Dungeon Explorer: Warriors of Ancient Arts
- Family BASIC
- Faxanadu
- Felix the Cat
- Final Soldier
- Fire Rescue
- Frogger: Ancient Shadow
- Fuzion Frenzy 2
- Gate of Thunder
- Getter Love!! Panda Love Unit
- Godzilla
- Grappling Action: Moon Dancer
- Inspector Gadget
- J.J. & Jeff
- Jackie Chan’s Action Kung Fu
- Jaseiken Necromancer
- Kabuki Ittōryōdan
- Keith Courage in Alpha Zones
- Kishin Dōji Zenki FX: Vajra Fight
- Kororinpa: Marble Mania
- Kūsō Kagaku Sekai Gulliver Boy
- Lode Runner
- Lords of Thunder
- Lost in Blue 3
- Mario Bros. Special
- Mario Party
- Mario Party 2
- Mario Party 3
- Mario Party 4
- Mario Party 5
- Mario Party 6
- Mario Party 7
- Mario Party 8
- Mario Party Advance
- Mario Party DS
- Mega Bomberman
- Mickey Mousecapade
- Military Madness
- Milon’s Secret Castle
- Momotarō Densetsu
- Momotarō Densetsu Gaiden
- Momotarō Densetsu II
- Momotarō Densetsu Turbo
- Momotarō Dentetsu
- Neo Bomberman
- Neo Nectaris
- Neutopia
- Neutopia II
- New Adventure Island
- Ninja
- Ninja Five-O
- Nuts & Milk
- Oriental Blue: Ao no Tengai
- Panic Bomber
- Pocket Bomberman
- Pokémon Trading Card Game
- Power Golf
- Princess Tomato in the Salad Kingdom
- Punch Ball Mario Bros.
- Rengoku II: Stairway to H.E.A.V.E.N.
- Road Trip: The Arcade Edition
- RoboWarrior
- Saturn Bomberman
- Seirei Gari
- Seiryū Densetsu Monbit
- Shin Momotarō Densetsu
- SimCity Creator
- Soldier Blade
- The Space Adventure
- The Sporting News Baseball
- Star Soldier
- Star Soldier
- Star Soldier R
- Star Soldier: Vanishing Earth
- Starship Hector
- Stop the Express
- Suikoden V
- Super Adventure Island
- Super Adventure Island II
- Super Bomberman
- Super Bomberman 2
- Super Bomberman 3
- Super Bomberman 4
- Super Bomberman 5
- Super Mario Bros. Special
- Super Power League FX
- SWAT Kats: The Radical Squadron
- Takahashi Meijin no Boukenjima IV
- Team Innocent: The Point of No Return
- Tengai Makyō III: Namida
- Tengai Makyō III: Namida (Deluxe Pack)
- Tengai Makyō Ziria: Haruka naru Jipang
- Tengai Makyō: Dennō Karakuri Kakutōden
- Tetris Party
- Vertical Force
- Victory Run
- Virus
- Wario Blast featuring Bomberman*!
- Wing Island
- World Heroes 2
- World Sports Competition
- Ys IV: The Dawn of Ys